# Open Hub
Black Duck Open Hub, ранее Ohloh.net — бесплатный публичный каталог программ с открытым исходным кодом, а также разработчиков. Сервис был основан бывшими менеджерами Microsoft Джейсоном Алленом (Jason Allen) и Скоттом Коллисоном (Scott Collison) в 2004 году.
Ohloh построен по принципу вики: любой желающий может присоединиться к сообществу и добавлять новые проекты в каталог или делать исправления в существующих проектах. Такой подход делает Ohloh одним из крупнейших и наиболее точных каталогов программного обеспечения с открытым исходным кодом. По состоянию на сентябрь 2011 года на сервисе зарегистрировано 538117 проектов.
Ohloh — это не хостинг проектов с исходным кодом, а служба, позволяющая анализировать эти проекты. Ohloh позволяет анализировать данные по отдельным проектам: активность по проекту, кол-во строчек исходного кода, количество разработчиков, информация об активности каждого разработчика, языки программирования, используемые лицензии и т. д. А также позволяет сравнивать различные проекты между собой.
28 мая 2009 года Ohloh была приобретена Geeknet, владельцем популярной платформы для разработки программ с открытым исходным кодом SourceForge. 5 октября 2010 года Geeknet продал Ohloh компании, занимающейся анализом открытого исходного кода, Black Duck Software и переименован в Black Duck Open Hub.